# Ben Chasny
Ben Chasny (Los Ángeles, 1974) es un guitarrista de indie rock y folk psicodélico estadounidense. Sus proyectos principales son Six Organs of Admittance (su proyecto de psych folk en solitario) y Comets on Fire (grupo de rock psicodélico).

## Biografía
Chasny debutó musicalmente en 1996 con su proyecto de free rock y heavy rock Plague Lounge con el álbumThe Wicker Image, un LP lanzado conjuntamente entre los sellos discográficos New World of Sound y Holy Mountain. Tras esto Holy Mountain se convirtió en el "hogar" de la mayoría de sus producciones bajo el apodo de Six Organs of Admittance. También ha lanzado un álbum con Hiroyuki Usui bajo el alias de August Born. Chasny ha colaborado en otros proyectos musicales como Badgerlore, Double Leopards, Current 93 y Magik Markers tanto en álbumes de estudio como en directo. Sus proyectos más recientes incluyen al trío de vanguardia Rangda (junto con el guitarrista Richard Bishop y el baterista Chris Corsano) y los más melódicos y convencionales 200 Years con Elisa Ambrogio de Magik Markers.

## El método hexádico
Ben Chasny es el creador del método hexádico, una forma de composición musical pensada especialmente para las improvisaciones con guitarras. Se basa en el sistema de numeración hexadecimal y en las barajas de cartas. El sistema consiste en ir asignando tiempos, notas y melodías a las cartas que se van retirando de forma aleatoria de una baraja. Los resultados dan lugar a una música caracterizada por lo disonante y lo caótico.

## Discografía
- The Wicker Image (1996, New World of Sound/ Holy Mountain)